# Renata Freiin von Ungern-Sternberg
Renata Martha Maria Freiin von Ungern-Sternberg (* 2. Juni 1918 in Jena; † 21. September 2013 in Bremen) war eine deutsche Kindergärtnerin, Jugendleiterin und Regierungsdirektorin.

## Leben und Wirken
Freiin Renata Martha Maria war das älteste von drei Kindern des Freiherrn Arthur von Ungern-Sternberg und dessen Ehefrau Malvine Angelina Leonie von Ungern-Sternberg. Nach Abschluss des Lyzeums absolvierte die Freiin die Kindergärtnerinnen- und Hortnerinnenausbildung  an der Frauenschule für sozialpädagogische Berufe in Weimar, geleitet von Mintje Bostedt. Von 1940 bis 1943 arbeitete sie als Hortnerin in dem zur Weimarer Ausbildungsstätte gehörenden Hort Falkenheim. Von 1943 bis 1944 absolvierte Ungern-Sternberg in Weimar die Jugendleiterinnenausbildung und leitete danach für ein Jahr ein heilpädagogisches Haus auf der Sophienhöhe in Jena. 1945 wurde sie  Kreisreferentin beim Kreisbildungsamt in Jena, wechselte aber bereits nach einem Jahr als Lehrkraft an ihre einstige Weimarer Ausbildungsstätte. 1950 flüchtete sie in den Westen. In Bremen fand Ungern ihre neue Heimat. Dort arbeitete sie in verschiedenen Heimen. 1959 wurde sie Referentin beim Landesjugendamt. Bis zu ihrer Pensionierung, 30. September 1980, zeichnete sie, zuletzt als Regierungsdirektorin, für das Landesjugendamt Bremen verantwortlich.  
Ungern war von 1969 bis 1974 Vorstandsmitglied im Pestalozzi-Fröbel-Verband, in den sie 1959 eintrat, und leitete die Zweigstelle Bremen.

## Quelle
- Pestalozzi-Fröbel-Verband (Hrsg.): Die Geschichte des Pestalozzi-Fröbel-Verbandes, Freiburg i, Br.  1998, S. 158
- Anne Fischer-Buck/Rosemarie Schultheis/Klara Stoevesandt/Renate von Ungern (Hrsg.): Mintje Bostedt 1897–1955 Norderstedt 1995, S. 225.

## Werke (Auswahl)
- Politische Forderungen für die Arbeit mit Mädchen und die Konsequenzen für die Jugendhilfe. In: Informationen für die Frau 1984/Nr. 10, S. 12–15
- zusammen mit Helga Krüger/Gerhild Frasch/Elfriede Bode/Dieter Baacke/Gabriele Naundor: Alltag und Biografie von Mädchen: Bericht über die Kommission, Opladen 1988
- zusammen mit Anne Fischer-Buck/Rosemarie Schultheis/Klara Stoevesandt: Mintje Bostedt 1897–1955, Norderstedt 1995